# Marchese di Donegall

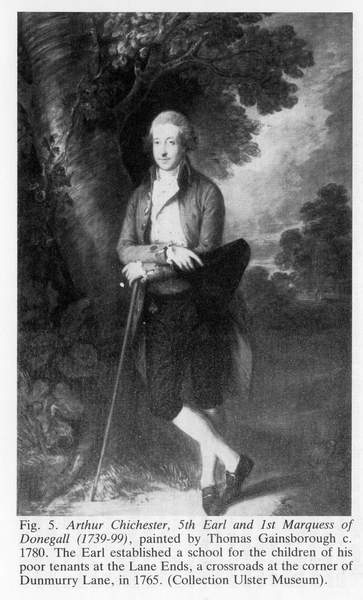
Arthur Chichester, I marchese di Donegall.

Marchese di Donegall è un titolo dei pari d'Irlanda detenuto dal capo della famiglia Chichester, originaria di Devon, Inghilterra. 
La contea irlandese dalla quale deriva il titolo è la contea di Donegal. Molti luoghi a Belfast portano il nome della famiglia, tra cui Donegall Square, Donegall Road, Donegall Arcade, Chichester Street e Chichester Park.

## Barone Chichester di Belfast
Sir John Chichester era membro del parlamento e alto sceriffo di Devon nel 1557. Uno dei suoi figli, sir Arthur Chichester, fu lord deputato d'Irlanda dal 1604 al 1615. Nel 1613 fu promosso ai pari d'Irlanda come barone Chichester di Belfast nella contea di Antrim. Morì giovane nel 1625, facendo estinguere la baronia. 

## Visconte Chicester di Carrickfergus
Quasi nello stesso anno il titolo dei Chichester fu dato al fratello più giovane del defunto, Edward Chichester, che ebbe il titolo del fratello (barone Chichester di Belfast), e quello di visconte Chichester di Carrickfergus, sempre nella contea di Antrim. Entrambi i titoli erano dei pari d'Irlanda. 

## Conte di Donegall
Gli succedette il figlio maggiore, il secondo visconte, che fu un ottimo soldato e divenne conte di Donegall nei pari d'Irlanda nel 1647 (un anno dopo essere succeduto il padre), come tutti gli eredi maschi del padre.
Morì senza eredi maschi e gli succedette nel titolo di conte, secondo accordo speciale, il nipote Arthur Chichester, figlio maggiore del tenente colonnello John Chichester, secondogenito del primo visconte, che fu dunque il secondo conte di Donegall. Aveva precedentemente rappresentato Donegal alla Casa dei comuni irlandese. 
Suo figlio maggiore, il terzo conte, fu maggior generale dell'esercito spagnolo, combattendo nella Guerra di successione spagnola, e fu ucciso in battaglia nel 1706. Il figlio maggiore, il quarto conte, morì giovane e senza figli e gli succedette il nipote, il quinto conte, figlio di John Chichester, a sua volta figlio minore del terzo conte. 

## Marchese di Donegall
Nel 1790, il quinto conte ottenne il titolo di barone Fisherwick, da Fisherwick, nella contea di Stafford, dei pari d'Inghilterra, e un anno dopo ottenne anche i titoli di conte di Belfast e di marchese di Donegall dei pari d'Irlanda.
Suo nipote, il terzo marchese, servì come capitano dei Yeomen of the Guard sotto lord John Russell tra il 1848 e il 1852. Nel 1841, tre anni prima di succedere al padre nel marchesato, fu insignito del titolo di barone Ennishowen e Carrickfergus, da Ennishowen nella contea di Donegal e da Carrickfergus nella contea di Antrim, dei pari d'Inghilterra. Entrambi i suoi figli morirono prima di lui e alla sua morte, nel 1883 la baronia si estinse, mentre il fratello più giovane diventò il quarto marchese. 
Alla morte di suo nipote, il sesto marchese, nel 1975, la linea di successione che discendeva dal secondo marchese si interruppe e il marchesato passò ad un parente, il quinto barone Templemore, che divenne il settimo marchese. Entrambi i titoli passarono poi al figlio, l'ottavo marchese, nel 2007.

## Altri membri della famiglia Chichester
Sir John Chichester, nipote omonimo di sir John Chichester, fratello del primo barone Chichester e primo visconte Chichester, fu nominato baronetto nel 1641. 
John Chichester, secondogenito del primo visconte e padre del secondo conte, rappresentò Dungannon nella Casa dei comuni irlandese. Il suo figlio minore e omonimo fondò il ramo dei baroni O'Neill e baroni Rathcavan
Arthur Chichester, il figlio maggiore di lord Spencer Chichester, secondo figlio del primo marchese, fu nominato barone Templemore nel 1831. 
Lord Arthur Chichester, quarto figlio del secondo marchese, e Lord John Chichester, sesto figlio del secondo marchese, rappresentarono Belfast nel parlamento. [
Robert Chichester, figlio maggiore di Adolphus Chichester, a sua volta figlio cadetto del quarto marchese, rappresentò per un breve periodo Londonderry South in parlamento. Sua moglie Dehra Parker svolse ugualmente attività politica e la loro figlia, Marion Caroline Dehra, fu madre di James Chichester-Clark, barone Moyola, di sir Robin Chichester-Clark e della scrittrice di giardinaggio e presentatrice televisiva Penelope Hobhouse.

## Successione ai titoli

### Visconti Chichester (1625)
- Edward Chichester, I visconte Chichester (1568–1648)
- Arthur Chichester, II visconte Chichester (1606–1675) (diventa conte di Donegall nel 1647)

### Conti di Donegal (1647)
- Arthur Chichester, I conte di Donegall (1606–1675)
- Arthur Chichester, II conte di Donegall (morto nel 1678)
- Arthur Chichester, III conte di Donegall (1666–1706)
- Arthur Chichester, IV conte di Donegall (1695–1757)
- Arthur Chichester, V conte di Donegall (1739–1799) (diventa marchese di Donegal nel 1791)

### Marchesi di Donegall (1791)
- Arthur Chichester, I marchese di Donegall (1739–1799)
- George Chichester, II marchese di Donegall (1769–1844)
- George Chichester, III marchese di Donegall (1797–1883)
  - George Augustus Chichester, visconte Chichester (1826–1827)
  - Frederick Richard Chichester, conte di Belfast (1827–1853)
- Edward Chichester, IV marchese di Donegall (1799–1889)
- George Chichester, V marchese di Donegall (1822–1904)
- Edward Chichester, VI marchese di Donegall (1903–1975)
- Dermot Chichester, VII marchese di Donegall (1916–2007)
- Patrick Chichester, VIII marchese di Donegall (nato nel 1952)

L'erede è il figlio maggiore dell'attuale marchese, James Chichester, conte di Belfast (nato nel 1990)